# Villeneuve-de-la-Raho
Villeneuve-de-la-Raho (på Catalansk: Vilanova de Raò) er en by og kommune i departementet Pyrénées-Orientales i Sydfrankrig.
Byen har en badestrand ved den kunstige sø Lac de la Raho.

## Geografi
Villeneuve ligger på en lille bakke på Roussillonsletten 9 km syd for Perpignan centrum. Nærmeste byer er mod vest Pollestres (6 km), mod nordøst Saleilles (5 km), mod øst Théza (4 km), mod sydøst Corneilla-del-Vercol (4 km), mod syd Montescot (4 km) og mod sydvest Bages (4 km).
Den næsten 200 ha store kunstige sø Lac de la Raho blev dannet i 70'erne som et kunstvandingsreservoir. I år 2000 blev den nordligste del af søen omdannet til et badested.

## Historie
Der findes spor efter 3 romerske villaer i kommunen, men byen Villeneuve stammer fra det 9. århundrede.

## Demografi

### Udvikling i folketal
| 1962                                                              | 1968 | 1975 | 1982  | 1990  | 1999  | 2007  | 2011  | 2017  |
| ----------------------------------------------------------------- | ---- | ---- | ----- | ----- | ----- | ----- | ----- | ----- |
| 615                                                               | 630  | 908  | 1.234 | 3.189 | 3.625 | 3.767 | 3.800 | 3.926 |
| Tal fra og med 1962 er uden dobbelttælling (sans doubles comptes) |      |      |       |       |       |       |       |       |